# Voorwaarts (krant)
Voorwaarts: sociaal-democratisch dagblad is een Nederlandse krant die verscheen van 1920 tot 1945 en was vooral bedoeld voor de arbeider. Het taalgebruik was daarop afgestemd. De krant werd uitgegeven door de Sociaal-Democratische Arbeiderspartij (SDAP) in Rotterdam. De krant was commercieel en journalistiek succesvol, wat zich uitte in een jaarlijks groeiend aantal abonnees.

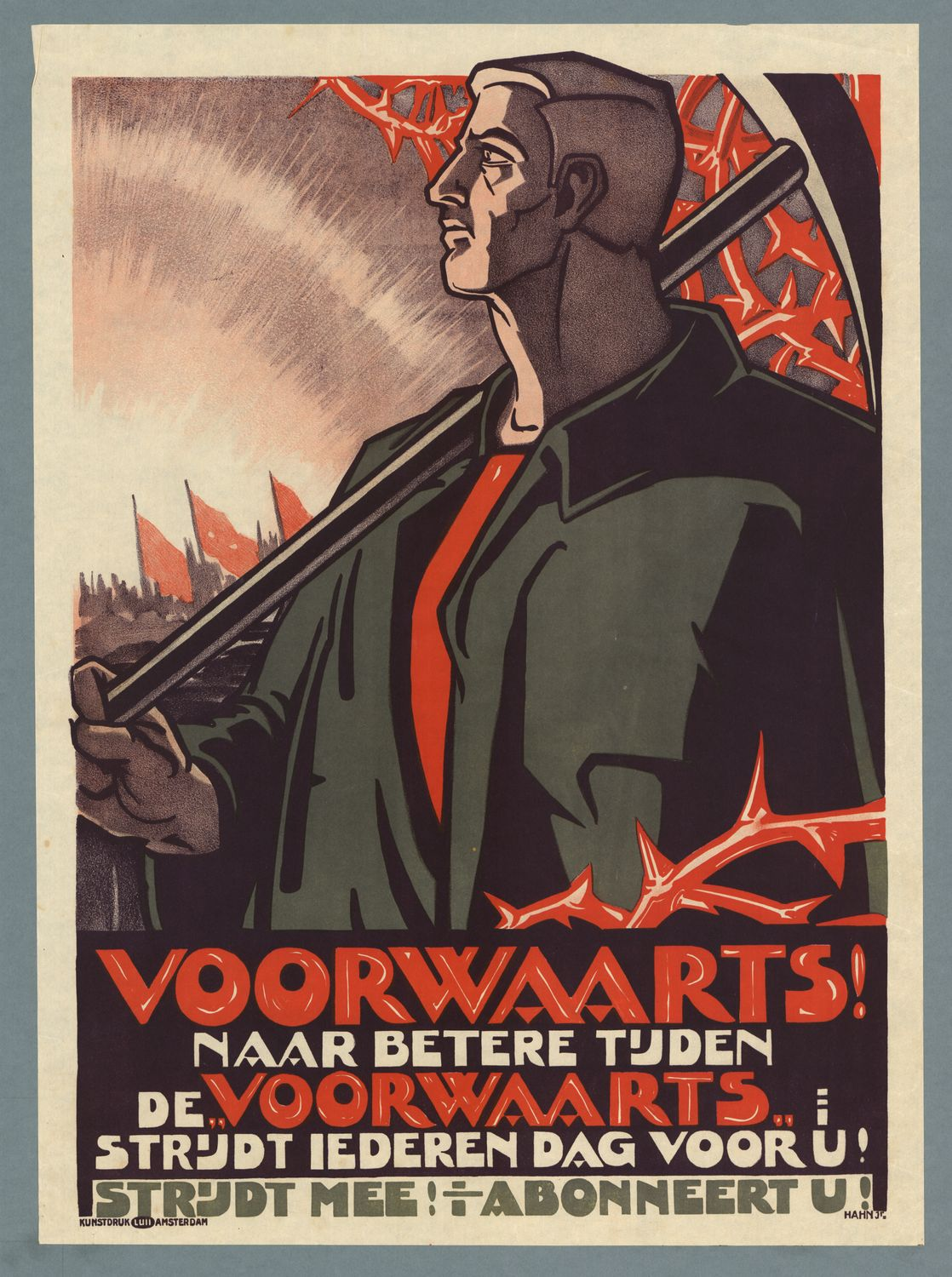
Poster ontworpen door Albert Hahn jr.

Voorwaarts had een vormgeving met veel foto’s, karikaturen, meerkolomskoppen en amusante rubrieken. De krant bracht reportages die sociale misstanden onthulden. In 1925 bijvoorbeeld werd een reportage gemaakt over de hoerenbuurt van Rotterdam over roof, uitbuiting, huisjesmelkerij en corruptie bij de politie.
Vanaf 2 november 1931 werd de krant uitgegeven door De Arbeiderspers. Vanaf die datum was Voorwaarts te beschouwen als een editie van de Amsterdamse editie van Het Volk. Van 22 juli 1940 tot 4 mei 1945 was de redactie in handen van de bezetter, hetgeen leidde tot de ondergang van de krant.

## Trivia
Voorwaarts bood ruimte aan verschillende strippioniers. Gerrit Theodoor Rotman (1893-1943) maakte er in 1924 zijn debuut, Henk Backer in 1922, Albert Funke Küpper in 1923 en George van Raemdonck in 1922.